# 995 Sternberga
A 995 Sternberga (ideiglenes jelöléssel 1923 NP) a Naprendszer kisbolygóövében található aszteroida. Szergej Beljavszkij fedezte fel 1923. június 8-án.